# Lindenberg (Zehrental)
Lindenberg ist ein Ortsteil der Gemeinde Zehrental im Landkreis Stendal in Sachsen-Anhalt.

## Geographie
Lindenberg, ein Haufendorf mit Kirche, liegt fünf Kilometer südöstlich von Groß Garz, dem Sitz der Gemeinde Zehrental, sieben Kilometer westnordwestlich der Hansestadt Seehausen (Altmark), dem Sitz der Verbandsgemeinde Seehausen (Altmark) und elf Kilometer ostnordöstlich von Arendsee (Altmark). Der Zehrengraben fließt im Nordwesten des Dorfes.
Die Nachbarorte sind Gerichsee im Norden, Krüden, Vielbaum und Wilhelminenhof im Nordosten, Warthe, Tannenkrug und Losse im Südosten, Forsthaus Priemern und Zehren im Südwesten, sowie Harpe, Haverland und Jeggel im Nordwesten.
Im Süden reicht die Gemarkung Lindenberg an das Landschaftsschutzgebiet „Ostrand der Arendseer Hochfläche“ heran.

## Geschichte

### Mittelalter bis 20. Jahrhundert
Die erste schriftliche Erwähnung von Lindenberg stammt aus dem Jahr 1314, als Nicolaus, der Bischof vom Bistum Verden, der neu errichteten Kirche St. Katharina und St. Maria in „Lintberghe“ einen Ablass gewährte. Weitere Nennungen sind 1429 zu lindenburg, 1436 lynthberge, 1474 Lintberge, 1687 Lindeberge. 1804 lebten im Dorf Lindenberg 11 Halbbauern, 2 Kossäten und ein Einlieger. 1842 gab es ein Schulhaus mit einem Lehrer im Dorf.

### Landwirtschaft
Bei der Bodenreform wurden 1945 ermittelt: 34 Besitzungen mit unter 100 Hektar hatten zusammen 485 Hektar, zwei Kirchenbesitzungen hatten zusammen 10 Hektar landwirtschaftliche Nutzfläche. Erst im Jahre 1958 entstand die erste Landwirtschaftliche Produktionsgenossenschaft vom Typ I, die LPG „Altmark“ mit 16 Mitgliedern und 116,8 Hektar Fläche. Später entstand die LPG Typ I „Neuland“, die 1962 an die LPG Typ I „Altmark“ angeschlossen wurde. 1992 wurde die damalige LPG Tierproduktion „Altmark“ in die „Agrargenossenschaft Altmark eG Lindenberg“ umgewandelt, die dann im Jahre 2009 aus dem Genossenschaftregister des Amtsgerichts Stendal gelöscht wurde.

### Herkunft des Ortsnamens
Der Name ist althochdeutschen Ursprungs; „linta“ steht für die „Linde“.

### Eingemeindungen
Lindenberg gehörte bis 1807 zum Seehausenschen Kreis, danach bis 1813 zum Kanton Pollitz im Königreich Westphalen, ab 1816 kam es in den Kreis Osterburg, den späteren Landkreis Osterburg in der preußischen Provinz Sachsen.
Am 25. Juli 1952 wurde die Gemeinde Lindenberg in den Kreis Seehausen umgegliedert. Am 2. Juli 1965 kam sie zum Kreis Osterburg. Am 1. Februar 1974 wurde Lindenberg nach Groß Garz eingemeindet.
Zum 1. Januar 2010 wurde Lindenberg, vorher ein Ortsteil der bis dahin selbständigen Gemeinde Groß Garz, durch einen Gebietsänderungsvertrag ein Ortsteil der neugebildeten Gemeinde Zehrental, einem Mitglied der Verbandsgemeinde Seehausen (Altmark).

### Einwohnerentwicklung
| Jahr | Einwohner |
| ---- | --------- |
| 1734 | 095       |
| 1775 | 110       |
| 1789 | 093       |
| 1798 | 116       |
| 1801 | 123       |
| 1818 | 132       |
| 1840 | 134       |
| 1864 | 237       |

| Jahr | Einwohner |
| ---- | --------- |
| 1876 | 246       |
| 1885 | 228       |
| 1892 | [00]229   |
| 1895 | 222       |
| 1900 | [00]200   |
| 1905 | 192       |
| 1910 | [00]197   |
| 1925 | 176       |

| Jahr | Einwohner |
| ---- | --------- |
| 1939 | 169       |
| 1946 | 247       |
| 1964 | 178       |
| 1971 | 149       |
| 2014 | [00]096   |
| 2020 | [00]103   |
| 2021 | [00]110   |
| 2022 | [0]111    |

| Jahr | Einwohner |
| ---- | --------- |
| 2023 | [0]110    |

Quelle, wenn nicht angegeben, bis 1971:

## Religion
Die evangelische Kirchengemeinde Lindenberg, die früher zur Pfarrei Höwisch bei Leppin in der Altmark gehörte, ist seit 2002 Teil des Kirchspiels Groß Garz und Umgebung und wird betreut vom Pfarrbereich Beuster im Kirchenkreis Stendal im Bischofssprengel Magdeburg der Evangelischen Kirche in Mitteldeutschland.
Die ältesten überlieferten Kirchenbücher für Lindenberg stammen aus dem Jahre 1713. Lindenberg wurde 1650 bis 1709 bei Groß Garz geführt, doch dort sind die älteren Kirchenbücher 1894 verbrannt.

## Kultur und Sehenswürdigkeiten
- Die heutige evangelische Dorfkirche Lindenberg ist ein neugotischer Backsteinbau aus dem Jahre 1893, der anstelle eines dürftigen barocken Vorgängers aus Fachwerk errichtet wurde, dessen Foto in der Kirche hängt. Die Orgel stammt vom Stendaler Orgelbauer Robert Voigt.[21][22] Die heutige Kirche steht am südlichen Ortseingang, die alte Kirche stand in der Mitte des Dorfes.[23]
- Der Distanzstein vor der Kirche steht unter Denkmalschutz.
- Im Dorf sind Fachwerkhäuser aus dem Anfang des 19. Jahrhunderts erhalten. Darunter ein Fachwerkhaus mit klassizistischer Tür mit Holzbeschlägen.[24]
- Der Ortsfriedhof liegt südwestlich des Dorfes.

## Verkehrsanbindung
Die Kreisstraße K 1014 führt zur Bundesstraße 190.
Es verkehren Linienbusse und Rufbusse von stendalbus.